# Епоха нерішучості
Епоха нерішучості (англ. The Age of the Pussyfoot) — науково-фантастичний роман американського письменника Фредеріка Пола, вперше опублікований частинами у «Galaxy Science Fiction», починаючи з жовтня 1965 року. Пізніше був опублікований як окремий роман у 1969 році.
Виник в результаті зацікавленості автора пожежною справою, комп'ютерами та трансплантологією.

## Зміст
Чарльз Далгліш Форестер відроджується з кріоконсервації в 2527 році, він загинув у пожежі 500 років тому. Завдяки своїй страховці після оплати витрат він має ще чверть мільйона доларів, в його очах ціле багатство. Він може дозволити собі розкіш життя 26-го століття, наприклад, «джоймейкер» (англ. joymaker), портативний комп'ютерний термінал у формі скіпетра із додатковими функціями, наприклад дозатором ліків.
Після вечірки з алкоголем, з деякими спогадами про сварку з кимось, він прокидається у своїй новій квартирі та за сніданком 20-го століття перевіряє свій джоймейкер. Джоймейкер спілкується голосом і завжди звертається до нього «Людина Форестер». Йому повідомляють, що він має повідомлення від жінки, чиє ім'я він не впізнає, і що хтось на ім’я Хайнцліхен Юра де Сіртіс Майор взяв ліцензію на полювання на нього. Збентежений, він зрештою зустрічає жінку з вечірки, яку, на його думку, звуть Тіп. Це Адне Бенсен, жінка, чиї повідомлення він ігнорував. Вона інфлуенсер-консультант з шопінгу. Мабуть, він сподобався їй вчора, оскільки вона готова почати стосунки. Уже в її квартирі він знайомиться з її 2-ма дітьми приблизно 8 років, які здаються розумнішими свого віку. Імена на кшталт «Тант» і «Мім», використовуються ними, він помилково вважає, що це імена дітей, спантеличуючи їх, коли використовує їх таким чином.
Пізніше Форрестер зустрічає Хайнцліхена з друзями, які без зайвих слів побили його так сильно, що він відправився в лікарню. Виявляється, що мисливська ліцензія дозволяє йому вбити Форестера за умови, що він заплатить за оживлення, і вся вендета пов'язана з тим, що Форестер наступив на ногу Хайнцліхена. Оскільки той родом із людських колоній на Марсі та пристосований до низької гравітації, це велика образа.
Помилка йде за помилкою, посилюючи плутанину. Форестер починає вірити, що Адна намагається завагітніти від нього через його гроші, коли вона залишає повідомлення, в якому говориться, що «ми повинні вибрати ім'я». Він так само зневажливо ставиться до знайомого, який постійно просить його приєднатися до його Клубу, вважаючи це за пастку, щоб отримати його гроші.
Зрештою Адне проясняє, що: він майже банкрот, бо страви 20-го століття, які він замовляє, дуже дорогі, як і його улюблені функції джоймейкера. Йому необхідно влаштуватися на високооплачувану роботу. По-друге, «ім'я», про яке вона згадувала, є «взаємним ім'ям», яким користуються двоє близьких людей при звертанні один до одного: Тант — ім'я дітей одне для одного, а Мім — ім'я, в спілкуванні між Адною та дітьми. Тіп — це ім'я між нею та її другом, тому Форестер не може його використовувати. Друг, який хотів, щоб Форестер приєднався до його Клубу, насправді пропонував йому оплачувану посаду в організації.
Однак біди Форестера не закінчилися. Спочатку він влаштовується на високооплачувану роботу до того, хто виявився інопланетною формою життя з Сіріуса. Земля перебуває в стані підготовки до сіріанської атаки, яку вона очікує. При першому контакті корабель Землі першим вистрілив і взяв у полон виживших сіріанців. Полонені сіріанці живуть на Землі у стані фактичного домашнього арешту, їх пересування обмежено та контролюється. Земля не хоче допустити витік інформації про себе. Робота Форестера полягає в тому, щоб бути провідником сіріанця-4 в культуру та історію Землі 20 століття. На жаль, Адне та інші зневажають його за роботу на прибульця.
Сіріанець ставить багато запитань про, здавалося б, довільні теми людської історії. Коли Форестер не відповідає на один із запитів сіріанця вчасно, той негайно звільняє його.
Потім він влаштовується на високооплачувану роботу, яка є очевидною синекурою, стежити за дозиметрами, доки не дізнається, що всі попередні працівники перебувають у кріоконсервації після опромінення радіацією. Не дивлячись на попередження джоймейкера, він втікає посеред зміни. Це величезний проступок, і всі його кошти забираються на штрафи. Він банкрут і змушений жити з асоціальними громадянами.
Їх існування досить комфортне, хоча ніхто не може дозволити собі «джоймейкер», але багаті люди роздають гроші жебракам 26-го століття, а в механічних їдальням можна годуватись за готівку. Однак є люди, які шукають гострих відчуттів за недорого, бажаючи вбити когось, не заплативши за відродження. Після невдалого замаху, він знову стикається з сіріанцем-4, який гіпнотизує його. Вважаючи, що він допомагає Адні здійснити подорож, Форестер поміщає сіріанця у космічний корабель та запускає його.
Корабель прямує в космос і втікає, участь Форестера у цьому залишається не розкритою. Все людство охоплює паніка. Більшість вчиняє самогубство, щоб сховатися в банках кріоконсервації. Хайнцліхен приходить за Форестером ще раз, і Форрестер вбиває його. Це був спосіб Хайнцліхена потрапити в «морозилку».
У цей момент клуб, до якого його запросили приєднатися, починає діяти. Вони є версією луддитів 26-го століття, які прагнуть знищити світову технологічну базу шляхом підриву центральних обчислювальних систем, вірячи, що це покращить суспільство. Їм у цьому «допомагають» сіріанці. Медичні техніки та луддити — єдині люди, хто не є в «морозилці». Форестер не може зв'язатися з техніками, оскільки всі комп'ютерні термінали контролюються клубом. Його єдина надія — вчинити самогубствою. Він прикріпляє до себе повідомлення, підходить до одного з автоматизованих медиків і перерізає собі горло.
Медик, виконуючи свою програму, вчасно доставляє його до медичного закладу, і він може перервати революцію. 
Людей починають пробуджувати з кріосну, і він може возз'єднатись з Адне.